# Drug-On
Drug-On (ドラゴン?, DRUG-ON) è un manga di Misaki Saitō, pubblicato dal 2006 al 2008 da Gentosha. È stato pubblicato in Italia da J-Pop dal 20 maggio 2008 al 6 ottobre 2010.

## Trama
La storia si svolge in una città inventata di nome Lindgate, dove si trova un'isola chiamata Bocca del drago, nella quale vi è la cosiddetta "Fonte" o "Fonte della vita", capace di esaudire desideri. Il manga nel primo capitolo si apre con l'intento di tre ragazzini, Paul, Ian e Lulu, di arrivare a questa fonte eludendo così la quarantena che impone di non andare sull'isola. Coloro che ignorano il divieto vengono respinti dalla fonte e si trasformano in mostri e cacciare questi esseri è dovere dei Taker, individui dotati di poteri speciali. Sono proprio i Taker i protagonisti del manga, insieme ai loro valletti. I Taker sono due: Jack e Kai (nel secondo capitolo ne subentrerà un terzo, Jill) ed i loro rispettivi valletti sono Dorothy e Alice (e per il terzo taker Peter). La storia si sposterà così repentinamente dall'impresa dei ragazzini (che si concluderà con la morte di due di loro dopo poche pagine del primo numero del manga) ai taker ed il loro compito di impedire a chiunque di accedere alla fonte dell'isola. In particolare, dovranno fermare un conte che semina morte e distruzione e che intende impossessarsi della fonte per ottenere l'immortalità.

## Personaggi
I protagonisti del manga sono i Taker con i propri valletti.
I Taker vengono descritti come esseri dall'aspetto umano ma con poteri sovrannaturali. Ogni taker infatti controlla un proprio elemento, che può utilizzare in combattimento. I taker inoltre invecchiano, come i valletti, molto più lentamente degli esseri umani.
I Valletti sono i compagni dei Taker, nel corso del 2° numero del manga verrà detto che essi sono creati dagli stessi Taker attraverso l'amputazione di un piccolo cancro attaccato al loro cuore, da cui appunto poi nasceranno i valletti. Inoltre viene detto che devono essere per forza di sesso opposto al loro Taker.

### Taker
Jack
Jack ha l'aspetto di un uomo verso la trentina con lunghi capelli biondi, occhi azzurri e fisico atletico. Caratterialmente viene descritto come un uomo violento e molto infantile, totalmente incapace di riflettere prima di agire, nonché dispotico ed egoista. Tuttavia ha anche dei lati buoni del proprio carattere, come l'affetto per il proprio valletto Dorothy, con cui non mancano frequenti scene in cui vediamo Jack venire ripreso come una sorta di ragazzino. Usa come elemento il vento.
Kai
Ragazzo dall'aspetto giovane, con capelli neri e lisci fino alle spalle e occhi azzurri. Ha una perenne espressione di indifferenza e severità, e viene spesso ritratto come un personaggio molto attento e riflessivo, il totale contrario di Jack. Ha un'indole buona e molto solitaria, infatti invece di vivere nell'appartamento in città con Jack e Dorothy, lui stesso decide di vivere in un castello all'interno dell'isola, lontano dalla confusione rurale. Con il proprio valletto ha un rapporto molto complicato, poiché si scoprirà che il suo primo valletto è stato ucciso (si suppone) da lui, ma non ce ne saranno mai le prove certe. Ha sempre avuto un grande debole per Dorothy e come racconta Jack, provò anche ad allontanarla da lui, fallendo nell'impresa e rimanendone comunque infatuato. Usa come elemento la terra (e le piante come verrà svelato nel 3° numero del manga).
Jill
Jill ha l'aspetto di una donna sulla trentina, con capelli biondi e occhi azzurri. Compare nel secondo numero del manga e si presenta come un ex-taker, infatti ha dato le sue "dimissioni" in un tempo anteriore all'inizio del manga, lasciando così tutto in mano a Kai e Jack. Da tutti viene vista come una figura molto adulta e responsabile, anche per via delle sue grandi conoscenze mediche. Con il suo valletto ha un rapporto che ricorda molto quello di una madre con il figlio. Usa come elemento l'acqua.

### Valletti
Dorothy
Dorothy si presenta come una giovane ragazza dai capelli biondi e gli occhi azzurri. Ha un carattere molto deciso e maturo, che compensa con quello del suo taker jack. Spesso la vediamo difendere Alice o altri personaggi mostrando una grande forza. Ha inoltre l'abitudine di riprendere Jack per il suo comportamento come viene mostrato, ironicamente, in varie scene.
Alice
Alice è una ragazzina con due grandi occhi marroni e lunghi capelli castani. Ha un carattere molto dolce e comprensivo che la porta a perdonare gesti non consueti, come quando viene colpita da Kai giustificandolo perché colpa della sua disubbidienza. E molto attaccata a Kai e viene fatto capire che prova un grande amore nei suoi confronti, che però viene corrisposto in poche scene. Ha la capacità di evocare un grande falce per combattere e come viene intuito nel 3º capitolo Kai deve aver in qualche modo messo mano alla sua struttura, quando l'ha creata.
Peter
Peter è forse il più misterioso di tutti i valletti. Oltre ad essere l'unico maschio, è anche il più piccolo fisicamente, si presenta infatti come un ragazzino con corti capelli biondi e vispi occhi azzurri. Ha un carattere molto impulsivo e spesso lo vediamo dire o parlare senza il minimo pensiero, cosa che porterà Jill nei vari numeri a riprenderlo del proprio comportamento (come quando lo vediamo affermare tutto contento, alla morte di una persona, la sua dipartita). Nel terzo numero del manga viene detto che nonostante il suo aspetto è in realtà molto più grande di Jack e Kai. Il suo rapporto con Jill è molto diverso rispetto agli altri valletti, infatti viene detto che non ha mai avuto rapporti con il suo taker (a differenza di Dorothy) e non prova un amore immenso nei suoi confronti (come Alice per Kai). Possiamo quindi definirlo come un rapporto madre-figlio, in cui non sono presenti né il sesso né l'amore (inteso come quello di due innamorati).

### Altri protagonisti
Ian
Ian all'inizio del manga è un ragazzino magro con gli occhiali e sarà uno dei tre che proverà ad entrare nella fonte dell'isola. Dopo il flashback di tale impresa verrà rivisto come un uomo ormai grande con la barba. Il suo carattere non viene ben descritto anche se possiamo affermare che sia un uomo molto onesto e gentile.
Lulu
È la ragazzina che all'inizio del manga proverà ad entrare nella fonte. Ritornerà nel secondo capitolo come accompagnatrice del conte. Il suo aspetto, prima di una ragazzina con alcune lentiggini in viso, diverrà quella di una ragazza dallo stile gothic e lunghi capelli chiari. Quando ritornerà come spalla del conte, avrà vari poteri, che sembrano quelli di un ragno, infatti la vedremo sputare una ragnatela che intrappolerà Kai. Salva la vita a Ian riconoscendolo, e impedendogli così di trovarsi sulla strada del conte.
Il Conte
Il conte è il principale nemico dei primi numeri del manga. Si presenta come un uomo calvo di mezza età, con un lungo cappotto nero, un cappello e un bastone da passeggio. Ha la capacità di uccidere le persone con la sola presenza, infatti nel manga vedremo delle persone suicidarsi al suo passaggio. Sembra che sui taker il suo poteri sia minore, ma comunque non nullo, infatti nel secondo volume lo vediamo far svenire Jack con il solo pensiero. Si scopre che nel passato rapì Jack con l'intento di carpire i segreti dei taker, svolgendo così su di lui vari esperimenti la cui natura non è chiara. Jack riuscirà infine a sfuggire (dopo vari anni di prigionia) e lascerà al conte delle cicatrice sul volto. Tenterà di arrivare alla fonte ma verrà sconfitto da un poderoso attacco di Jill. L'ultima volta che viene visto, è sulla riva di una spiaggia dove inizia a progettare un nuovo attacco.
Keath & Mao
Keath e Mao sono due ragazzini, che vedremo inizieranno ad indagare sui taker spinti dal mistero che avvolge questi ultimi. Keath è infatti il figlio di Tom, il proprietario dell'appartamento di Jack e Dorothy, e Mao una sua amica di infanzia. Keath e Mao hanno due caratteri completamente opposti, infatti mentre il primo e il classico ragazzino impulsivo e arrogante, la seconda è molto riflessiva e attenta (doti che si riveleranno molto utili nel reperire informazioni). Li vediamo dal secondo numero del manga in poi collaborare con Ian per raccogliere informazioni sui taker. Nel terzo numero vengono invitati da Alice all'interno dell'appartamento di Jack e Dorothy, facendo così conoscenza dei taker e dei valletti.
Autorità militari
Le autorità militari sono la polizia che vediamo spalleggiare i taker e la loro missione. Infatti come verrà spiegato nel corso della storia, i taker sono agenti segreti al servizio dello stato, o comunque così vengono riconosciuti. Le due massime cariche sono il generale Grin e Vincent Norton. Grin si presenta come un uomo con un perenne ghigno in volto, molto severo e autoritario, praticamente sfregiato per via delle numerose cicatrici sul volto, il secondo è il dottore e nonché responsabile tecnico di ciò che riguarda l'isola e i taker per l'esercito, si presenta come un uomo con dei corti capelli scuri e viso scavato.

## Volumi
| Nº | Data di prima pubblicazione | Data di prima pubblicazione | Data di prima pubblicazione | Data di prima pubblicazione |
| Nº | Giapponese                  | Giapponese                  | Italiano                    | Italiano                    |
| -- | --------------------------- | --------------------------- | --------------------------- | --------------------------- |
| 1  | 24 marzo 2007               | ISBN 978-4-344-80940-6      | 20 maggio 2008              | ISBN 978-88-6123-391-1      |
| 2  | 22 settembre 2007           | ISBN 978-4-344-81078-5      | 17 giugno 2009              | ISBN 978-88-6123-502-1      |
| 3  | 24 marzo 2008               | ISBN 978-4-344-81248-2      | 16 dicembre 2009            | ISBN 978-88-6123-648-6      |
| 4  | 19 settembre 2008           | ISBN 978-4-344-81412-7      | 25 agosto 2010              | ISBN 978-88-6123-671-4      |
| 5  | 24 febbraio 2009            | ISBN 978-4-344-81554-4      | 6 ottobre 2010              | ISBN 978-88-6123-728-5      |